# Fichier national automatisé des empreintes génétiques
En France, le Fichier national automatisé des empreintes génétiques (FNAEG), mis en œuvre par le ministère de l'Intérieur français sous le contrôle du ministère de la Justice, gère les empreintes génétiques utiles à la résolution d'enquêtes visant les criminels, les délinquants mais pas les contrevenants. Il est déclaré à la Commission nationale de l'informatique et des libertés.
Le fonctionnement du FNAEG est défini par le titre XX du livre IV du code de procédure pénale. Ce titre comprend une partie législative ainsi qu'une partie règlementaire composée de décrets en Conseil d'État, de décrets simples et d'un arrêté définissant les locus sur lesquels portent les analyses destinées à l'identification génétique.

## Historique
Le FNAEG a été créé en 1998. Ce serait l'arrestation d'un tueur en série grâce à son ADN qui aurait conduit à sa création. Le rôle décisif de cette affaire est cependant mis en perspective par des historiens qui font remarquer qu'à cette époque l'utilisation des empreintes génétiques à des fins d'investigation était dans l'air du temps, encouragée par le Conseil de l'Europe, validée par la Convention européenne des droits de l'homme et déjà mise en œuvre à grande échelle par le Royaume-Uni. Les décrets d'application ont été publiés tardivement en mai 2000. Des affaires criminelles à caractère sexuel ont été parfois évoquées pour en presser la mise en place, notamment celle d'Angélique Dumetz, jeune femme enlevée, violée et assassinée, son corps éviscéré et lardé de coups de couteau étant découvert le 13 octobre 1996 en bordure de forêt de Compiègne. L'assassin José Mendes Furtado, originaire du Cap Vert, a été formellement identifié, quinze ans après son forfait, grâce au profil génétique issu de l'ADN du sperme prélevé lors de l'autopsie de la victime.
Le périmètre initial du FNAEG a été étendu par des lois successives,,,,,. En 2013, la Chancellerie a refusé son extension aux délits routiers et financiers.

## Principe de fonctionnement
En première approximation, le FNAEG contient des empreintes génétiques de deux origines :
1. Celles issues d'individus, au sens biologique, de l'espèce humaine qui ont été associées à celles d'une personne physique du point de vue légal ;
2. Celles issues de traces sur des scènes d'infraction (crime ou délit).

Il y a donc trois types de rapprochement que l'algorithme affecté à cette tâche puisse automatiquement proposer :
1. individu-trace. Ce type de proposition de rapprochement peut indiquer qu'il y a eu un transfert de Locard et donc potentiellement relier un individu à une scène d'infraction. Ce rapport de rapprochement du FNAEG ne peut être en aucun cas utilisée dans le cadre d'une procédure : il n'a aucune force légale (et il en fait mention). En effet, le pouvoir incriminant d'une telle concordance ne peut être apprécié qu'à l'aide des éléments de contexte de la scène d'infraction[note 7] et des fréquences des allèles impliqués[note 8]. Le FNAEG signifie alors aux enquêteurs qu'ils doivent demander une confirmation de rapprochement auprès de la personne (morale ou physique) habilitée[note 9] ayant établi le profil trace pour pouvoir l'inscrire en procédure.
2. individu-individu. Ceci peut sembler surprenant de prime abord mais s'explique par l'utilisation d'alias par les délinquants et criminels dans le but d'échapper à l'aggravation des peines en cas de récidive[note 10]. La proposition de rapprochement faite dans ce cas par le FNAEG peut permettre d'attribuer plusieurs infractions à une même personne.
3. trace-trace. Une proposition de rapprochement entre deux scènes d'infraction différentes peut donner des indications utiles aux enquêteurs dans le cas d'affaire non résolues en suggérant qu'une même personne, non encore identifiée, puisse être impliquée. Ces indications sont particulièrement intéressantes pour les affaires de tueurs en série mais peuvent a contrario mobiliser des ressources inutilement en cas de contamination, comme dans l'affaire du fantôme d'Heilbronn en Allemagne.

Le FNAEG contient en sus de cette première approximation des empreintes génétiques de deux origines :
1. Celles issues d'individus, au sens biologique, de l'espèce humaine qui n'ont pas été associées à celles d'une personne physique du point de vue légal, par exemple un cadavre non identifié.
2. Celles issues de traces vraisemblablement massivement enrichies par celles d'une personne physique, par exemple la brosse à dents d'un disparu.

## Volumétrie
Au 31 décembre 2021, le FNAEG comptait 5 219 947 profils génétiques de personnes dûment identifiées, soit plus de 7,5 % de la population française, plus 805 998 traces non identifiées. 83 % des personnes sont fichées en tant que mis en cause — et donc présumées innocentes ; leurs empreintes sont conservées pendant vingt-cinq ans —, 17 % en tant que personnes « condamnées » (leurs empreintes seront conservées quarante ans).
|      | Nombre total de profils de personnes enregistrés au FNAEG | Nombre de personnes condamnées enregistrées | Nombre de personnes mises en cause enregistrées | Nombre de traces inconnues | Nombre cumulé de rapprochements de profils permettant la résolution d'affaires |
| ---- | --------------------------------------------------------- | ------------------------------------------- | ----------------------------------------------- | -------------------------- | ------------------------------------------------------------------------------ |
| 2002 | 4 369                                                     | 2 824                                       | 1 366                                           | 179                        | 43                                                                             |
| 2003 | 16 771                                                    | 11 796                                      | 4 529                                           | 716                        | 82                                                                             |
| 2004 | 42 411                                                    | 28 825                                      | 10 517                                          | 3 069                      | 446                                                                            |
| 2005 | 127 814                                                   | 63 394                                      | 56 218                                          | 8 202                      | 2 020                                                                          |
| 2006 | 267 616                                                   | 104 290                                     | 150 572                                         | 12 754                     | 3 875                                                                          |
| 2007 | 533 795                                                   | 152 835                                     | 353 250                                         | 27 170                     | 10 672                                                                         |
| 2008 | 898 831                                                   | 238 293                                     | 618 618                                         | 41 920                     | 19 620                                                                         |
| 2009 | 1 276 769                                                 | 280 399                                     | 934 112                                         | 62 258                     | 27 811                                                                         |
| 2010 | 1 724 173                                                 | 332 990                                     | 1 182 470                                       | 92 728                     |                                                                                |
| 2011 | 2 005 885                                                 | 372 123                                     | 1 462 414                                       | 135 388                    |                                                                                |
| 2012 | 2 188 971                                                 | 398 698                                     | 1 641 176                                       | 149 097                    | 73 462                                                                         |
| 2013 | 2 547 499                                                 | 430 298                                     | 1 911 675                                       | 237 217                    |                                                                                |
| 2014 | 2 655 381                                                 | 440 825                                     | 2 007 340                                       | 205 526                    |                                                                                |
| 2015 | 3 006 991                                                 | 472 505                                     | 2 280 448                                       | 254 038                    |                                                                                |
| 2016 | 3 422 786                                                 |                                             |                                                 | 378 462                    |                                                                                |
| 2018 | 3 480 000                                                 |                                             |                                                 | 480 000                    |                                                                                |
| 2019 | 4 538 843                                                 |                                             |                                                 | 635 057                    |                                                                                |
| 2020 | 4 869 879                                                 |                                             |                                                 | 724 797                    |                                                                                |
| 2021 | 5 219 947                                                 |                                             |                                                 | 805 998                    |                                                                                |
| 2022 | 3 902 471                                                 |                                             |                                                 |                            |                                                                                |

### Difficultés sur l'interprétation des statistiques
Dans son rapport de février 2017 sur la police technique et scientifique, la Cour des comptes souligne que, en raison des délais d’analyse, tous les condamnés ont théoriquement déjà été prélevés lors de leur garde à vue, mais que les résultats n’étant pas encore connus, ils figurent souvent comme inconnus au fichier et font l’objet d’une deuxième signalisation en arrivant en prison. L'inspection générale de la police nationale (IGPN), qui a consacré une étude en 2016 à ce problème des doublons, estime que les trois millions de profils présents dans la base FNAEG ne correspondent en fait qu’à 2,2 millions d’individus différents et que ces redondances de prélèvements et d’analyse ont engendré une dépense inutile de 2,4 M€ en 2015.
Un rapport parlementaire précisait, en septembre 2010, que « le FNAEG a réalisé 42 616 rapprochements impliquant 101 319 profils génétiques », laissant entendre que le nombre de personnes identifiées serait plus de deux fois moins important que le nombre d'affaires élucidées.
Les chiffres délivrés par l'Observatoire national de la délinquance (OND) diffèrent de ceux délivrés aux parlementaires par le ministère de l'Intérieur : en décembre 2006, l'INHESJ évoquait ainsi « près de 400 000 empreintes répertoriées (et) 5 500 affaires résolues depuis 2002 », 585 269 profils enregistrés, et 21 697 rapprochements, en novembre 2007, 958 317 profils enregistrés, et 44 249 rapprochements de profils génétiques en novembre 2008, 1 707 254 profils enregistrés, et 108 698 profils génétiques rapprochés en décembre 2010, 2 221 682 profils génétiques intégrés, et 166 415 rapprochements générés, en juin 2012…
La question reste donc de savoir ce pour quoi le ministère de l'Intérieur avance un chiffre de 73 642 « rapprochements de profils permettant la résolution d'affaires » au député qui l'interroge à ce sujet, alors que l'OND évoque, lui, 166 415 rapprochements générés…
Aucun chiffre ne permet par ailleurs de savoir combien de personnes mises en cause ont été confondues, par rapport au nombre de personnes condamnées, ni combien de rapprochements ont entraîné des condamnations.

## Situations où une empreinte génétique peut légalement être utilisée
En France, le FNAEG est sous le contrôle strict du législateur : la loi disposedes cas où il est autorisé de procéder à des prélèvements sur des personnes pour établir leur empreinte génétique et dans quel but : cette empreinte peut être insérée au fichier pour une durée définie par la loi ou être utilisée à de simples fins de comparaison avec les données existantes.
- Insertion des empreintes des personnes jugées coupables, même si elles sont déclarées pénalement irresponsables, de l'une des infractions prévues par la loi.
- Insertion ou comparaison, selon le niveau de vraisemblance de l'hypothèse de culpabilité, des empreintes des personnes suspectées d'avoir commis l'une des infractions prévues par la loi, sur décision d'un officier de police judiciaire agissant soit d'office, soit sur la demande du procureur de la République ou d'un juge d'instruction.

De plus, l'article R53-10 précise qu'il est possible d'insérer les empreintes génétiques issues :
- De traces biologiques prélevées sur des scènes de crime ou de délit. Elles sont recueillies dans le cadre d'une enquête préliminaire, d'une flagrance, ou d'une instruction préparatoire.
- D'échantillons biologiques prélevés sur des cadavres non identifiés et des traces biologiques issues de personnes inconnues, recueillies dans le cadre d'une enquête ou d'une instruction pour recherche des causes de la mort ou pour recherche des causes d'une disparition.
- D'échantillons biologiques issus ou susceptibles d'être issus d'une personne disparue, recueillis dans le cadre d'une enquête ou d'une instruction pour recherche des causes d'une disparition.
- D'échantillons biologiques prélevés, avec leur accord, sur les ascendants et descendants d'une personne disparue, dans le cadre d'une enquête ou d'une instruction pour recherche des causes d'une disparition.

En France les corps des personnes inconnues sont enterrés sous X sans obligation légale de les identifier par une empreinte génétique.
Aussi, les associations de soutien aux disparus demandent, une loi rendant obligatoire l'insertion au FNAEG de ces dernières afin de résoudre des
disparitions pour permettre aux familles de faire leur deuil.

## Infractions concernées
La loi dispose que la liste des infractions permettant le prélèvement et la conservation des traces et empreintes génétiques est la suivante :
- Les infractions de nature sexuelle (notamment : viol, agressions sexuelles, proxénétisme, atteintes sexuelles sur mineur, exhibitions sexuelles)
- Les crimes contre l'humanité et les crimes et délits d'atteintes volontaires à la vie de la personne, de torture et actes de barbarie, de violences volontaires, de menaces d'atteintes aux personnes, de trafic de stupéfiants, d'atteintes aux libertés de la personne, de traite des êtres humains, de proxénétisme, d'exploitation de la mendicité et de mise en péril des mineurs
- Les crimes et délits de vols, d'extorsions, d'escroqueries, de destructions, de dégradations, de détériorations et de menaces d'atteintes aux biens
- Les atteintes aux intérêts fondamentaux de la nation, les actes de terrorisme, la fausse monnaie et l'association de malfaiteurs
- La fabrication d'engins explosifs et l'importation illicite de matériel de guerre
- Les infractions de recel ou de blanchiment du produit de l'une de ces infractions

En 2010 la Cour de Cassation a invoqué l'article 8 de la Convention européenne des droits de l'homme pour relaxer des faucheurs de cultures OGM ayant refusé de se soumettre à des prélèvements d'ADN, mais le Conseil constitutionnel n'a pas suivi.
En 2013, le Tribunal correctionnel de Roanne a relaxé les personnes qui avaient refusé de se prêter à un prélèvement d'ADN à la suite d'une condamnation pour dégradations en réunion : il a considéré qu'ayant été dispensées de peine, l'obligation de prélèvement ne s'appliquait pas.

## Conservation des données

### Principe réglementaire
L'article R53-10 du code de procédure pénale indique que la conservation des données dans le FNAEG est possible dans les cas d'une personne condamnée ou contre laquelle il existe un ou plusieurs indices graves ou concordants pour les infractions mentionnées à l'article 706-55.
Dans le cas d'une personne à l'encontre de laquelle il existe seulement une ou plusieurs raisons plausibles de soupçonner qu'elle a commis un crime ou un délit, le profil génétique sert uniquement à effectuer une comparaison avec les données du FNAEG et n'est pas conservé.

### Durée de conservation des données
Selon l'article R53-14, les informations enregistrées ne peuvent être conservées au-delà d'une durée de quarante ans à compter soit de la demande d'enregistrement, soit du jour où la condamnation est devenue définitive.
Une durée maximum de vingt-cinq ans est prévue pour les prélèvements effectués sur des personnes contre lesquelles il existe un ou plusieurs indices graves ou concordants pour les infractions mentionnées à l'article 706-55.
Pour les personnes disparues ou pour les cadavres non identifiés, les données sont détruites dès la découverte de la personne ou dès l'identification du cadavre.

### Droit à l'effacement des données
La loi dispose qu'il existe une possibilité d'obtenir l'effacement des données du FNAEG pour les ascendants et descendants d'une personne disparue ainsi que pour les personnes mises en cause.
- Les parents et les descendants d'une personne disparue peuvent obtenir de droit l'effacement de leurs données en formulant la demande directement au procureur de la République de la juridiction qui traite l'affaire.

- Les personnes mises en cause doivent adresser directement leur demande au procureur de la République de la juridiction qui a traité l'affaire ayant donné lieu à l'enregistrement. L'article 706-55 indique que la décision de l'effacement revient au procureur de la République « lorsque leur conservation n'apparaît plus nécessaire compte tenu de la finalité du fichier ». Le procureur fait connaître sa décision à l'intéressé par lettre recommandée. S'il n'a pas ordonné l'effacement, cette personne peut saisir à cette fin le juge des libertés et de la détention, dont la décision peut être contestée devant le président de la chambre de l'instruction. Si le juge des libertés et de la détention ordonne l'effacement, le procureur peut également contester cette décision devant le président de la chambre de l'instruction. Cette contestation suspend l'exécution de la décision.

Il existe également un droit d'accès au FNAEG prévu par la loi informatique et liberté. Il s'exerce auprès du directeur central de la police judiciaire au ministère de l'Intérieur.

## Refus de se soumettre au prélèvement
L'article 706-56 du code de procédure pénale dispose que le refus de se soumettre au prélèvement pour les personnes visées par la loi est puni d'un an d'emprisonnement et 15 000 euros d'amende et, si l'auteur des faits est condamné pour crime, deux ans d'emprisonnement et 30 000 euros d'amende. Ces peines ne peuvent se confondre avec celles déjà subies et doivent être proportionnelles au délit principal. Pour les personnes condamnées, le refus du fichage génétique entraîne la suppression des remises de peine.
Ce même article punit également le fait « pour une personne faisant l'objet d'un prélèvement, de commettre ou de tenter de commettre des manœuvres destinées à substituer à son propre matériel biologique le matériel biologique d'une tierce personne, avec ou sans son accord ». Ce délit est puni de trois ans d'emprisonnement et de 45 000 euros d'amende.
L'application de la loi est contestée, y compris par la CEDH. Ainsi, dans une jurisprudence du 22 juin 2017, la Cour Européenne des Droits de l'Homme (CEDH) a, dans une décision unanime des juges, condamné la France, estimant que la condamnation pénale d'un syndicaliste qui refusait son inscription à ce fichier « s’analyse en une atteinte disproportionnée à son droit au respect de sa vie privée et ne peut passer pour nécessaire dans une société démocratique ».

## Gestion et consultation du FNAEG
Le FNAEG est placé sous le contrôle d'un magistrat nommé par le ministre de la justice. Il dispose d'un pouvoir de contrôle et peut faire procéder à des saisies ou copies d'information ainsi qu'à l'effacement d'enregistrements illicites.
Le traitement du FNAEG est mis en œuvre par la direction nationale de la Police judiciaire.
Selon l'article R53-18, le personnel du Ministère de l'intérieur, spécialement affectés dans le service mettant en œuvre le traitement, et dûment habilités, peuvent seuls, à la demande de l'autorité judiciaire ou des officiers de police judiciaire, assurer l'alimentation du fichier, avoir accès aux informations enregistrées et procéder aux opérations de rapprochement.
Les officiers et les agents de police judiciaire ne peuvent accéder directement au fichier que pour vérifier si y figure l'état civil d'une personne susceptible de faire l'objet d'un prélèvement biologique en application de ces dispositions. Ils ne peuvent accéder à aucune autre donnée.
Les personnels affectés au service central de préservation des prélèvements biologiques et dûment habilités peuvent accéder directement aux données enregistrées dans le fichier, à l'exception de celles relatives aux résultats d'analyse.
Les polices et magistrats des pays de l'Union européenne, depuis la mise en réseau de ce type de fichiers décidée le 12 juin 2007 par les ministres de l'Intérieur des 27 pays, ont aussi la possibilité d'accéder à ce fichier.
Il existe un dispositif permettant de retracer, par suivi informatique, la consultation du fichier.

## Réserves du conseil constitutionnel
Dans sa « décision no 2010-25 QPC du 16 septembre 2010 », le conseil constitutionnel a émis deux « réserves » à propos du FNAEG :
- La loi doit s'interpréter comme « limitant le prélèvement » aux personnes soupçonnées de certains crimes ou délits graves « énumérés à l'article 706-55 du code de procédure pénale » ;
- Demande que la conservation des données soit d'une durée « raisonnable », proportionnelle à la gravité de l'infraction, et adaptée à l'âge de l'auteur de l'infraction (mineur ou majeur).

## Critiques
Les critiques de ce fichier portent principalement sur le contenu et le volume des enregistrements.

### Contenu des enregistrements
- Le périmètre du FNAEG s'était accru du fait des lois successives mais la Chancellerie a décidé en 2013 d'arrêter cette progression [note 4].
- Selon une chargée de recherche de l'Inserm[46], les segments ADN du FNAEG pourraient fournir des indications sur le statut médical et sanitaire des personnes.

### Volume des enregistrements
La loi du 15 novembre 2001 sur la sécurité quotidienne dans son article 56 et la révision de la loi de 2003 ont fait passer le nombre de personnes enregistrées de 2 807 en 2003 à plus de 450 000 en 2007,,. En janvier 2009, le chiffre officiel est de 1 014 587.
Fin 2006, les médias rapportèrent le cas d'individus refusant de se soumettre au prélèvement génétique, en particulier des faucheurs volontaires d'OGM. Ces derniers dénoncèrent ce qu'ils considéraient comme une menace pour les libertés individuelles.
En juillet 2007, la Ligue des droits de l'homme a dénoncé la perméabilité accrue de ce fichier à la suite de sa mise en réseau avec les fichiers semblables de l'Union européenne, du fait que les pays ne sont pas arrivés à se mettre d'accord au sujet de la protection des données privées (ni sur les conditions de transfert à des pays extra-européens, tels que les États-Unis) ; elle a aussi dénoncé une déresponsabilisation individuelle des personnes impliquées dans l'analyse scientifique, sous le prétexte d'une simplification administrative de la procédure et d'une baisse de son coût financier global. « Aujourd'hui, les trois quarts des affaires traitées dans les tribunaux peuvent entraîner un fichage génétique, à l'exception notable de la délinquance financière, ou encore de l'alcoolisme au volant », a précisé Ollivier Joulin, du Syndicat de la magistrature, à un journaliste du Monde, concluant que « l'exception devient la norme ».
Le fait que la loi n'indique aucune restriction d'âge concernant la prise d'empreinte génétiques est critiqué par des parents. Le secrétaire général du Syndicat de la magistrature, avait déclaré en 2009 dans la presse que « personne ne prône le fichage généralisé mais, de fait, on est en train de l'effectuer, ».